# Индианола
 Тази статия е за града в Мисисипи, САЩ.  За града в Айова вижте Индианола (Айова).  
Индианола (на английски: Indianola) е град в щата Мисисипи, Съединени американски щати, административен център на окръг Сънфлауър. Населението му е 9433 души (по приблизителна оценка от 2017 г.).
В Индианола е роден музикантът Албърт Кинг (1923 – 1992).